# Outlaw Tennis
Outlaw Tennis est un jeu vidéo de sport (tennis) développé par Hypnotix et édité par Global Star Software, sorti en 2005 sur Xbox et PlayStation 2.
Stephen Colbert a enregistré la voix de l'annonceur.

## Accueil
- GameSpot : 7,1/10[1]